# Jan Ota Václav z Nostic
Jan Ota Václav hrabě z Nostic-Rienecku (německy Johann Otto Wenzel Graf von Nostitz-Rieneck, 1674 – 16. dubna 1751) česko-rakouský šlechtic a autor deníků, v letech 1727–1741 působil jako zemský hejtman ve slezské Vratislavi.

## Život
Ve funkci vratislavského hejtmana Otto Václav z Nostic sídlil ve svém paláci v ulici sv. Antonína (ulica św. Antoniego) č. 19/20. Nosticův deník z let 1727–1729 a 1737–1744 je zdrojem informací o hospodářském a kulturním životě tehdejší Vratislavi. V Nosticových denících je také množství informací o pruské okupaci města.